# Анна фон Бентхайм-Текленбург
Анна фон Бентхайм-Текленбург (на немски: Anna von Bentheim-Tecklenburg; * 4 януари 1579 в Текленбург; † 9 декември 1624 в Бернбург) е графиня от Бентхайм-Щайнфурт и чрез женитба княгиня на Анхалт-Бернбург.
Тя е дъщеря на граф Арнолд III (1554 – 1606), граф на Бентхайм, Щайнфурт и Текленбург, и съпругата му графиня Магдалена фон Нойенар-Алпен (1550– 1626). Сестра ѝ Амоена Амалия (1586 – 1625) се омъжва през 1606 г. за Лудвиг I фон Анхалт-Кьотен.
Анна се омъжва на 2 юли 1595 г. в Лорбах за княз Кристиан I фон Анхалт-Бернбург (1568 – 1630).  От петте им синове и единадесетте дъщери оживяват само три сина и шест дъщери: 
- Фридрих Кристиан (*/† 1596)
- Амалия Юлиана (1597 – 1605)
- Кристиан II (1599 – 1656), княз на Анхалт-Бернбург

∞ 1625 принцеса Елеонора София фон Шлезвиг-Холщайн-Зондербург-Пльон]] (1603 – 1675)
- Елеонора Мария (1600 – 1657)

∞ 1626 херцог Йохан Албрехт II от Мекленбург (1590 – 1636)
- дъщеря (*/† 1601)
- Сибила Елизабет (1602 – 1648)
- Анна Магдалена (1603 – 1611)
- Анна София (1604 – 1640)
- Луиза Амалия (1606 – 1635)
- Ернст (1608 – 1632)
- Амоена Юлиана (1609 – 1628)
- Агнес Магдалена (1612 – 1629)
- Фридрих (1613 – 1670), княз на Анхалт-Харцгероде

∞ 1. 1642 графиня Йохана Елизабет фон Насау-Хадамар (1619 – 1647)
∞ 2. 1657 графиня Мария Елизабет фон Липе-Детмолд (1612 – 1659)
- София Маргарета (1615 – 1673)

∞ 1651 княз Йохан Казимир от Анхалт-Десау (1596 – 1660)
- Доротея Матилда (1617 – 1656)
- Фридрих Лудвиг (1619 – 1621)